# Specie di Saussurea
Elenco delle specie di Saussurea:

## A
- Saussurea abnormis  Lipsch.

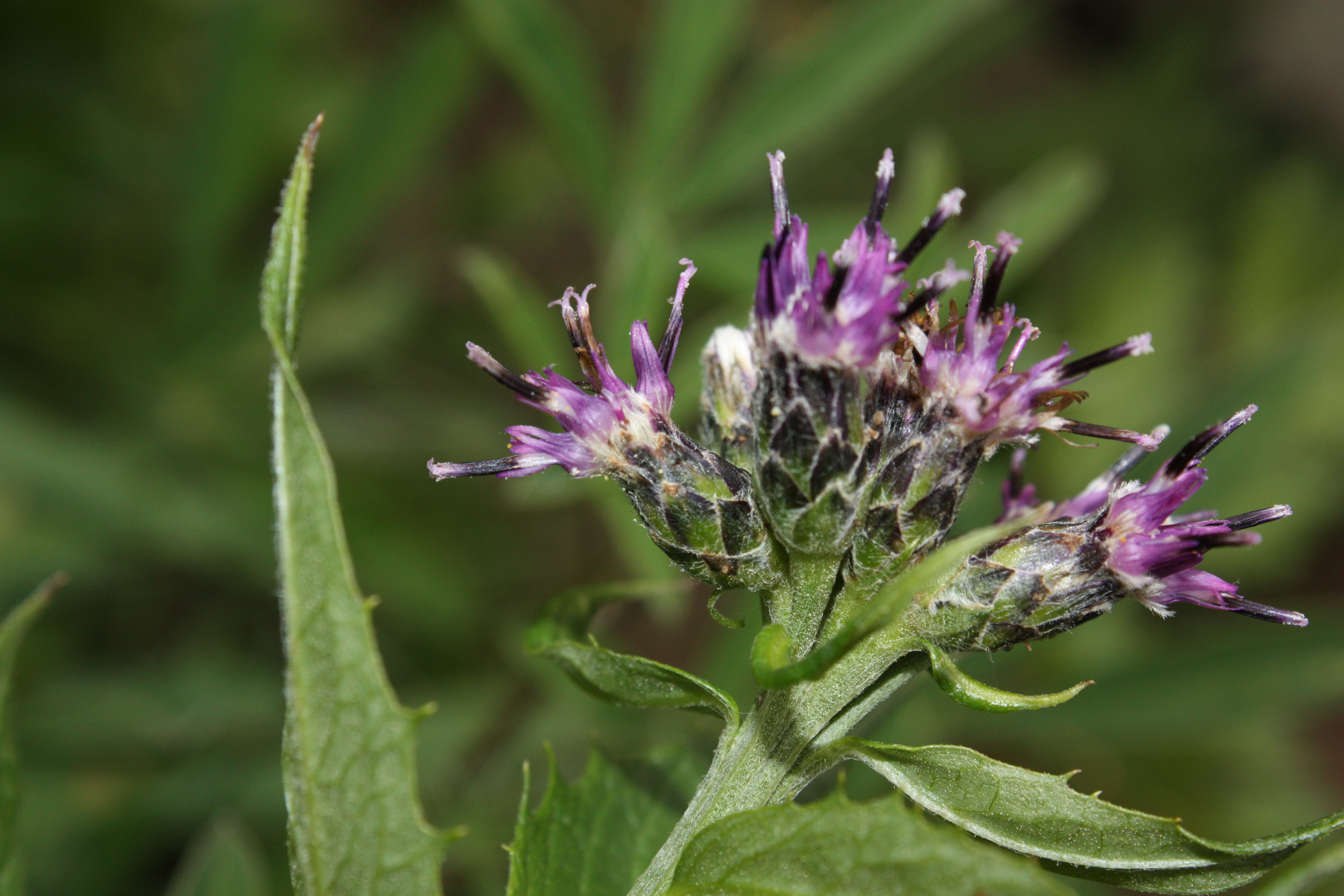
Saussurea americana

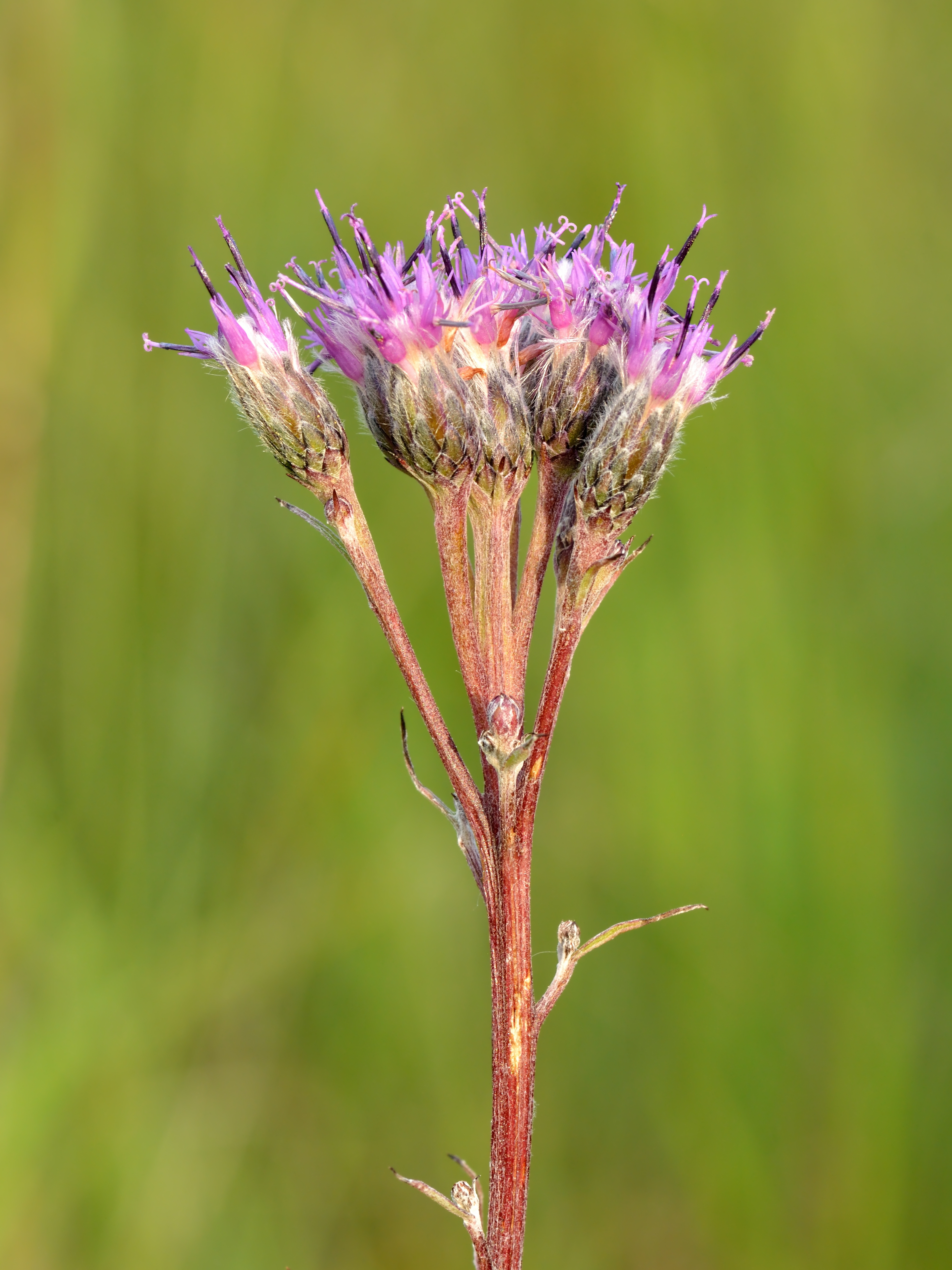
Saussurea alpina ssp. esthonica

- Saussurea acromelaena Hand.-Mazz., 1936
- Saussurea acrophila Diels, 1905
- Saussurea acroura Cummins, 1908
- Saussurea acuminata Turcz. ex Turcz., 1836
- Saussurea acutisquama  Raab-Straube
- Saussurea aerjingensis K.M.Shen, 1998
- Saussurea afghana  Lipsch.
- Saussurea ainorum  Barkalov
- Saussurea ajanensis (Regel) Lipsch., 1954
- Saussurea alaschanica Maxim., 1881
- Saussurea alata DC., 1810
- Saussurea alatipes Hemsl., 1892
- Saussurea alberti Regel & Schmalh., 1879
- Saussurea alpina (L.) DC., 1810
- Saussurea amabilis Kitam., 1933
- Saussurea amara (L.) DC., 1810
- Saussurea americana D.C.Eaton, 1881
- Saussurea amurensis Turcz. ex Turcz., 1837
- Saussurea andersonii C.B.Clarke, 1876
- Saussurea andoana  Kadota
- Saussurea andryaloides (DC.) Sch.Bip., 1846
- Saussurea angustifolia (L.) DC., 1810
- Saussurea apus Maxim., 1881
- Saussurea arctecapitulata Lipsch., 1972
- Saussurea arenaria Maxim., 1881
- Saussurea aster Hemsl., 1894
- Saussurea atkinsonii C.B.Clarke, 1876
- Saussurea atrata W.E.Evans, 1921
- Saussurea austrotibetica  Y.S.Chen

## B
- Saussurea baicalensis (Adams) B.L.Rob., 1911
- Saussurea balangshanensis  Y.Z.Zhang & H.Sun
- Saussurea baoxingensis  Y.S.Chen
- Saussurea baroniana Diels, 1901
- Saussurea bartholomewii  S.W.Liu & T.N.Ho
- Saussurea bella Ling, 1949
- Saussurea bhutanensis  Y.S.Chen
- Saussurea bhutkesh  Fujikawa & H.Ohba
- Saussurea bijiangensis  Y.L.Chen ex B.Q.Xu, N.H.Xia & G.Hao
- Saussurea blanda  Schrenk
- Saussurea bogedaensis  Yu J.Wang & J.Chen
- Saussurea brachycephala Franch.
- Saussurea brachylepis Hand.-Mazz., 1938
- Saussurea bracteata Decne.
- Saussurea brunneopilosa Hand.-Mazz., 1937
- Saussurea bullata W.W.Sm., 1914
- Saussurea bullockii Dunn, 1903

## C
- Saussurea caespitans Iljin, 1922
- Saussurea caespitosa  (DC.) Wall. ex Sch.Bip.
- Saussurea calcicola Nakai, 1931
- Saussurea cana Ledeb., 1829
- Saussurea candolleana Wall. ex C.B.Clarke
- Saussurea canescens C.Winkl., 1889
- Saussurea caprifolia  Iljin & Zaprjagaev, 1960
- Saussurea carduiformis Franch., 1894
- Saussurea catharinae Lipsch., 1974
- Saussurea caudata Franch., 1891
- Saussurea cauloptera Hand.-Mazz., 1937
- Saussurea centiloba Hand.-Mazz., 1920
- Saussurea ceterach Hand.-Mazz., 1938
- Saussurea ceterachifolia Lipsch., 1954
- Saussurea chabyoungsanica  Im
- Saussurea chamarensis Peschkova, 1977
- Saussurea chetchozensis Franch., 1888
- Saussurea chinduensis  Y.S.Chen
- Saussurea chinensis (Maxim.) Lipsch., 1966
- Saussurea chingiana Hand.-Mazz., 1937
- Saussurea chinnampoensis H.Lév. & Vaniot, 1909
- Saussurea chionophylla Takeda, 1915
- Saussurea chondrilloides C.Winkl., 1889
- Saussurea chrysotricha Ludlow, 1956
- Saussurea ciliaris Franch., 1888
- Saussurea cinerea  Franch.
- Saussurea clarkei Hook.f., 1881
- Saussurea cochlearifolia Y.L.Chen & S.Yun Liang, 1981
- Saussurea colpodes Y.L.Chen & S.Yun Liang, 1981
- Saussurea columnaris Hand.-Mazz., 1937
- Saussurea compta Franch., 1896
- Saussurea conaensis  (S.W.Liu) Fujikawa & H.Ohba
- Saussurea congesta Turcz., 1838
- Saussurea controversa DC., 1810
- Saussurea conyzoides Hemsl., 1892
- Saussurea cordifolia Hemsl., 1892
- Saussurea coriacea Y.L.Chen & S.Yun Liang, 1981
- Saussurea coriolepis Hand.-Mazz., 1940
- Saussurea coronata Schrenk, 1845
- Saussurea crupinastrum (Bornm.) Lipsch., 1964
- Saussurea czichaczevii Maneev & Krasnob., 1985

## D
- Saussurea davurica Adams
- Saussurea delavayi Franch., 1888
- Saussurea denticulata  Ledeb.
- Saussurea depressa Gren., 1849
- Saussurea depsangensis Pamp., 1913
- Saussurea devendrae  Pusalkar
- Saussurea dhwojii  Kitam.
- Saussurea diamantiaca Nakai, 1911
- Saussurea dielsiana Koidz., 1930
- Saussurea diffusa Lipsch., 1979
- Saussurea dimorphaea Franch.

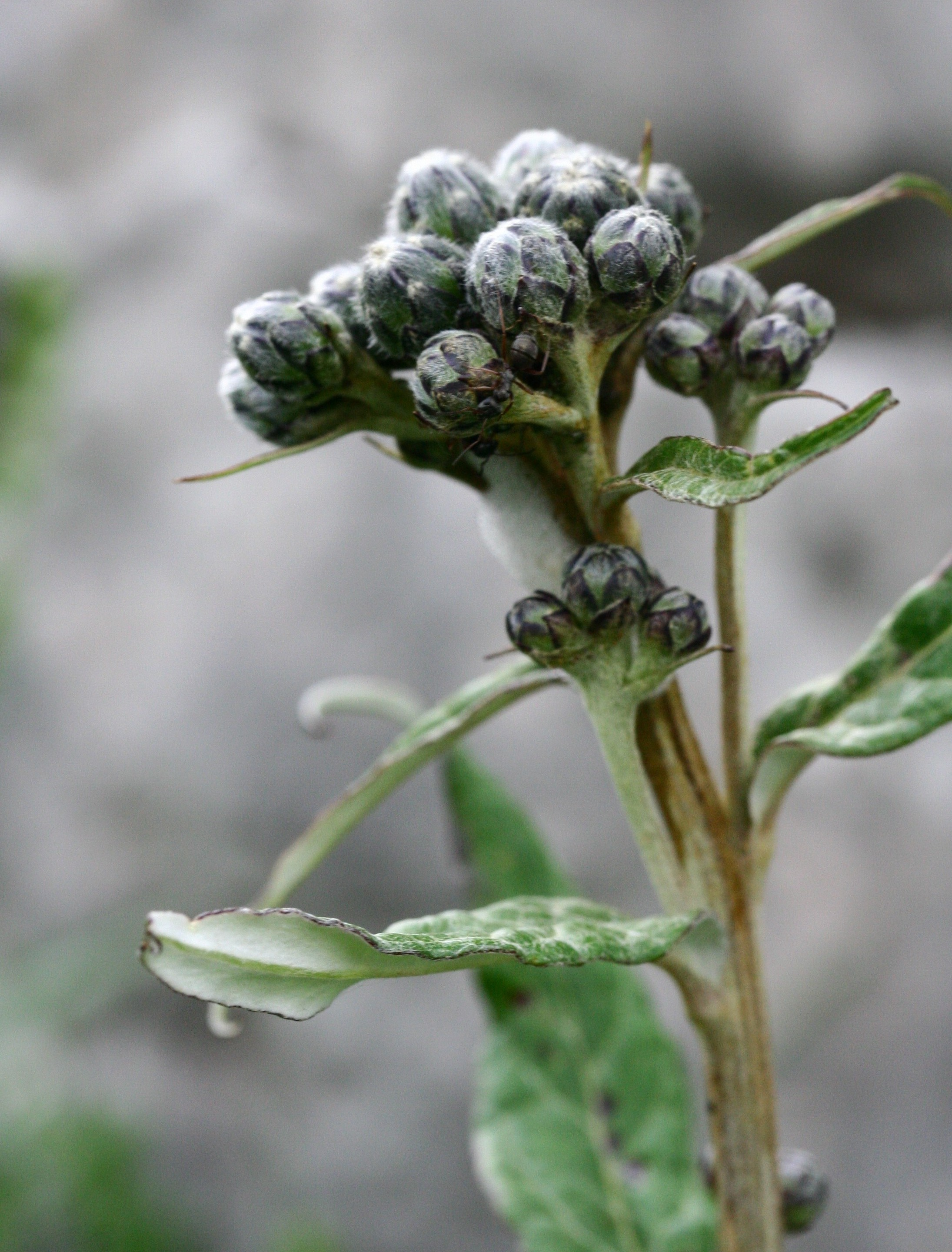
Saussurea discolor

- Saussurea discolor (Willd.) DC., 1810
- Saussurea dolichopoda Diels, 1901
- Saussurea donkiah  C.B.Clarke ex Spring.v
- Saussurea dschungdienensis Hand.-Mazz., 1925
- Saussurea dubia Freyn, 1902
- Saussurea dulongjiangensis  Y.S.Chen
- Saussurea dzeurensis Franch., 1894

## E
- Saussurea elata Ledeb., 1829
- Saussurea elegans Ledeb., 1829
- Saussurea elliptica  C.B.Clarke ex Hook.f.
- Saussurea elongata DC., 1810
- Saussurea epilobioides Maxim., 1881
- Saussurea eriocephala Franch., 1888
- Saussurea eriophylla Nakai, 1913
- Saussurea eriostemon  Wall. ex C.B.Clarke
- Saussurea erubescens Lipsch., 1960
- Saussurea esthonica Rupr., 1885
- Saussurea euodonta Diels, 1912

## F
- Saussurea falconeri  Hook.f.
- Saussurea famintziniana Krasn., 1887
- Saussurea fargesii Franch., 1894
- Saussurea fauriei Franch.
- Saussurea fibrosa  King ex W.W.Sm.
- Saussurea filicifolia  (Hook.f.) Y.S.Chen
- Saussurea firma (Kitag.)  Kitam
- Saussurea fistulosa J.Anthony, 1934
- Saussurea flaccida Ling, 1935
- Saussurea flexuosa Franch., 1894
- Saussurea foliosa Ledeb., 1829
- Saussurea franchetii Koidz., 1915
- Saussurea frondosa Hand.-Mazz., 1937
- Saussurea fuboensis  Kadota
- Saussurea fulcrata  Khokhr. & Vorosch., 1970
- Saussurea fuscipappa  Y.S.Chen

## G
- Saussurea georgei J.Anthony, 1934

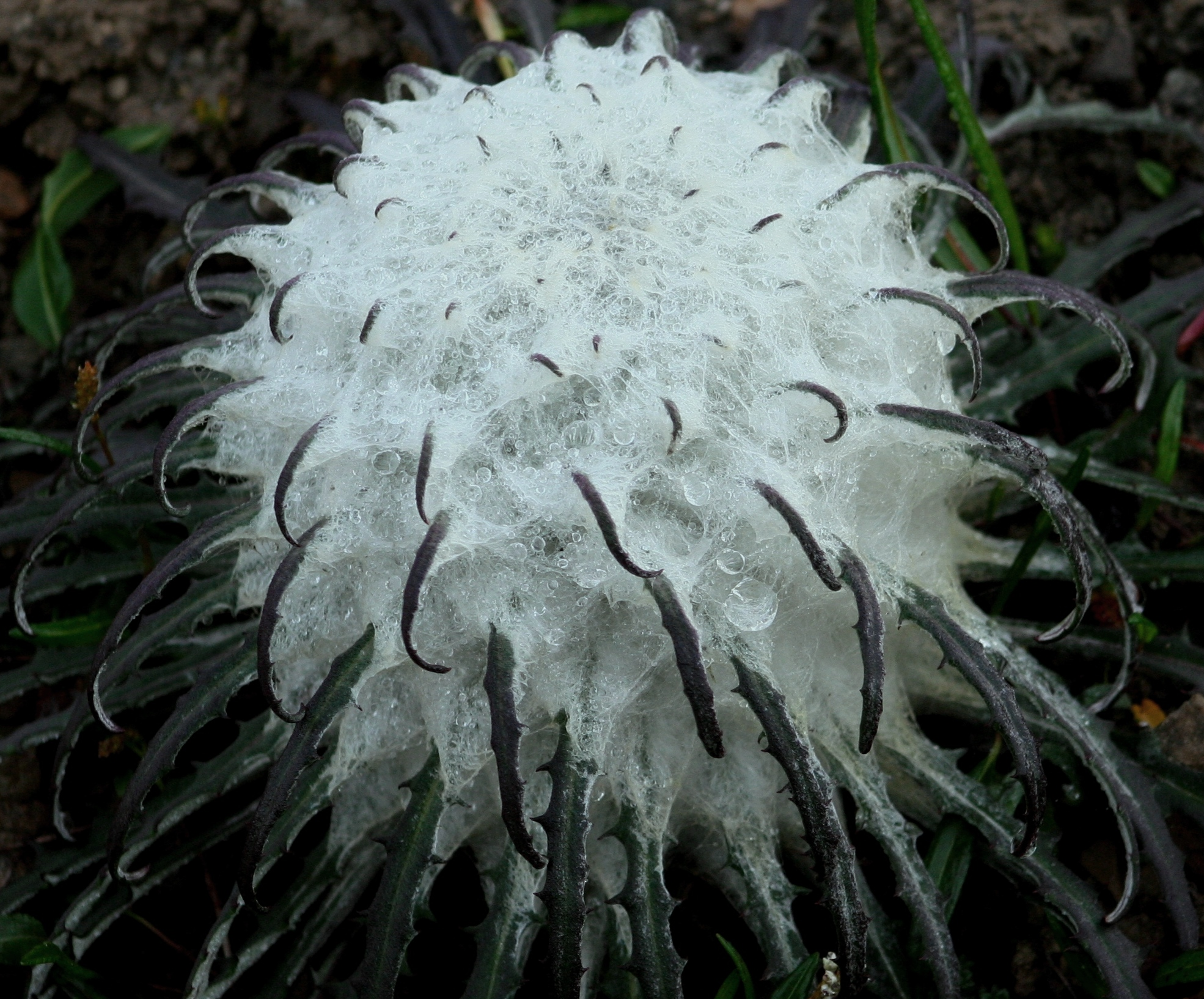
Saussurea gossypiphora

- Saussurea glabrescens  (Hand.-Mazz.) Y.S.Chen
- Saussurea glacialis Herder, 1867
- Saussurea glandulosa Kitam., 1934
- Saussurea glandulosissima  Raab-Straube
- Saussurea globosa F.H.Chen, 1935
- Saussurea gnaphalodes (Royle ex Royle) Sch.Bip., 1846
- Saussurea gongriensis  Y.S.Chen
- Saussurea gossipiphora  D.Don
- Saussurea graciliformis Lipsch., 1972
- Saussurea gracilis Maxim., 1874
- Saussurea graminea Dunn, 1903
- Saussurea graminifolia Wall. ex DC.
- Saussurea grandiceps S.W.Liu, 1984
- Saussurea grandifolia Maxim.
- Saussurea griffithii Boiss., 1856
- Saussurea grosseserrata Franch., 1888
- Saussurea grubovii Lipsch., 1961
- Saussurea gubanovii Kamelin, 1988
- Saussurea gyacaensis S.W.Liu, 1984

## H
- Saussurea habashanensis  Y.S.Chen
- Saussurea haizishanensis  B.Q.Xu, G.Hao & N.H.Xia
- Saussurea hamanakaensis  Kadota
- Saussurea hemsleyi Lipsch., 1966
- Saussurea hengduanshanensis  Raab-Straube
- Saussurea henryi Hemsl., 1892
- Saussurea hieracioides Hook.f., 1881
- Saussurea hookeri C.B.Clarke, 1876
- Saussurea hosoiana  Kadota
- Saussurea huashanensis (Ling) X.Y.Wu, 1985
- Saussurea hultenii Lipsch., 1972
- Saussurea hwangshanensis Ling, 1949
- Saussurea hybrida  Degen & Gáyer
- Saussurea hylophila  Hand.-Mazz.
- Saussurea hypargyrea Lipsch. & Vved., 1954

## I
- Saussurea igoschinae  Knjaz., A.G.Bystr. & E.V.Bystr.
- Saussurea inaensis Kitam., 1940
- Saussurea insularis Kitam., 1935
- Saussurea integrifolia Hand.-Mazz., 1938
- Saussurea inversa  Raab-Straube
- Saussurea involucrata (Kar. & Kir.) Sch.Bip., 1846
- Saussurea iodoleuca Hand.-Mazz., 1936
- Saussurea iodostegia Hance, 1878
- Saussurea ispajensis Iljin, 1938
- Saussurea italica  Pînzaru

## J
- Saussurea jadrincevii  Kryl.
- Saussurea japonica (Thunb.) DC., 1810
- Saussurea jindongensis  Y.S.Chen
- Saussurea jiulongensis  Y.S.Chen
- Saussurea jurineioides  H.C.Fu

## K
- Saussurea kabadiana  Rassulova & B.A.Sharipova
- Saussurea kamtschatica  Barkalov
- Saussurea kanaii  Fujikawa & H.Ohba
- Saussurea kansuensis  Hand.-Mazz.
- Saussurea kanzanensis  Kitam.
- Saussurea karaartscha  Saposhn.
- Saussurea × karuizawensis  Hara
- Saussurea kaschgarica  Rupr.
- Saussurea katoana  Kadota
- Saussurea katochaete  Maxim.
- Saussurea kawakarpo  Raab-Straube
- Saussurea kenji-horieana  Kadota
- Saussurea kingii  J.R.Drumm. ex C.E.C.Fisch.
- Saussurea kiraisiensis  Masam.
- Saussurea kitamurana  Miyabe & Tatew.
- Saussurea klementzii  Lipsch.
- Saussurea kolesnikovii  Khokhryakov & Vorosch.
- Saussurea komarnitzkii  Lipsch.
- Saussurea komaroviana  Lipsch.
- Saussurea krasnoborovii  S.V.Smirn.
- Saussurea krylovii  Schischk. & Serg.
- Saussurea kubotae  Kadota
- Saussurea kungii  Ling
- Saussurea kurentzoviae  Barkalov
- Saussurea kurilensis  Tatew.

## L
- Saussurea laciniata  Ledeb.
- Saussurea lacostei  Danguy
- Saussurea ladyginii  Lipsch.
- Saussurea laminamaensis  Kitam.
- Saussurea laneana  W.W.Sm.
- Saussurea langpoensis  Y.S.Chen
- Saussurea laniceps  Hand.-Mazz.
- Saussurea larionowi  C.Winkl.
- Saussurea latifolia  Ledeb.
- Saussurea lavrenkoana  Lipsch.
- Saussurea leclerei  H.Lév.
- Saussurea leiocarpa  Hand.-Mazz.
- Saussurea lenensis  Popov
- Saussurea leontodontoides  (DC.) Sch.Bip.
- Saussurea leptolepis  Hand.-Mazz.
- Saussurea leptophylla  Hemsl.
- Saussurea leucoma  Diels
- Saussurea leucophylla  Schrenk
- Saussurea lhozhagensis  Y.S.Chen
- Saussurea lhunzensis  Y.S.Chen
- Saussurea lhunzhubensis  Y.L.Chen & S.Yun Liang
- Saussurea liangshanensis  Y.S.Chen
- Saussurea licentiana  Hand.-Mazz.
- Saussurea limprichtii  Diels
- Saussurea linearifolia  Ludlow
- Saussurea lingulata  Franch.
- Saussurea lipschitzii  Filatova
- Saussurea lomatolepis  Lipsch.
- Saussurea longifolia  Franch.
- Saussurea loriformis  W.W.Sm.
- Saussurea luae  Raab-Straube
- Saussurea lyrata  (Bunge) Franch.

## M
- Saussurea macrolepis Kitam., 1933
- Saussurea macrota Franch., 1894
- Saussurea mae  H.C.Fu
- Saussurea malitiosa Maxim., 1881
- Saussurea manshurica Kom.
- Saussurea maximowiczii Herder, 1869
- Saussurea medusa Maxim., 1881
- Saussurea megacephala  C.C.Chang ex Y.S.Chen
- Saussurea megaphylla  (X.Y.Wu) Y.S.Chen
- Saussurea melanotricha Hand.-Mazz., 1925
- Saussurea merinoi H.Lév., 1915
- Saussurea micradenia Hand.-Mazz., 1925
- Saussurea mihokokawakamiana  Kadota
- Saussurea mikeschinii Iljin, 1938
- Saussurea minuta C.Winkl., 1894
- Saussurea minutiloba  Y.S.Chen
- Saussurea × mirabilis  Kitam.
- Saussurea modesta Kitam., 1933
- Saussurea mongolica (Franch.) Franch.
- Saussurea montana J.Anthony, 1934
- Saussurea morifolia F.H.Chen, 1938
- Saussurea morozeviczi  B.Fedtsch.
- Saussurea mucronulata Lipsch., 1954
- Saussurea muliensis Hand.-Mazz., 1937
- Saussurea multiloba  Y.S.Chen
- Saussurea mutabilis Diels, 1905

## N
- Saussurea nagensis C.E.C.Fisch., 1940
- Saussurea nakagawae  Kadota
- Saussurea neichiana  Kadota
- Saussurea nematolepis Ling, 1949
- Saussurea neofranchetii Lipsch., 1972
- Saussurea neopulchella Lipsch., 1961
- Saussurea neoserrata Nakai, 1931
- Saussurea nigrescens Maxim., 1881
- Saussurea nikoensis Franch. & Sav.
- Saussurea nimborum W.W.Sm., 1911
- Saussurea ninae Iljin, 1942
- Saussurea nipponica Miq., 1969
- Saussurea nishiokae Kitam., 1969
- Saussurea nivea Turcz., 1837
- Saussurea nuda Ledeb., 1829
- Saussurea nupuripoensis Miyabe & Miyake, 1915
- Saussurea nyalamensis Y.L.Chen & S.Yun Liang, 1981
- Saussurea nyingchiensis  Y.S.Chen

## O
- Saussurea oblongifolia F.H.Chen, 1935
- Saussurea obscura Lipsch., 1971
- Saussurea obvallata (DC.) Edgew.
- Saussurea odontolepis Sch.Bip. ex Herder, 1868
- Saussurea oligantha Franch., 1896
- Saussurea oligocephala (Ling) Ling, 1949
- Saussurea orgaadayi Khanm. & Krasnob., 1984
- Saussurea orientalis (Diels) Raab-Straube
- Saussurea ovata Benth.
- Saussurea ovatifolia Y.L.Chen & S.Yun Liang, 1981

## P
- Saussurea pachyneura Franch., 1894
- Saussurea pagriensis  Y.S.Chen

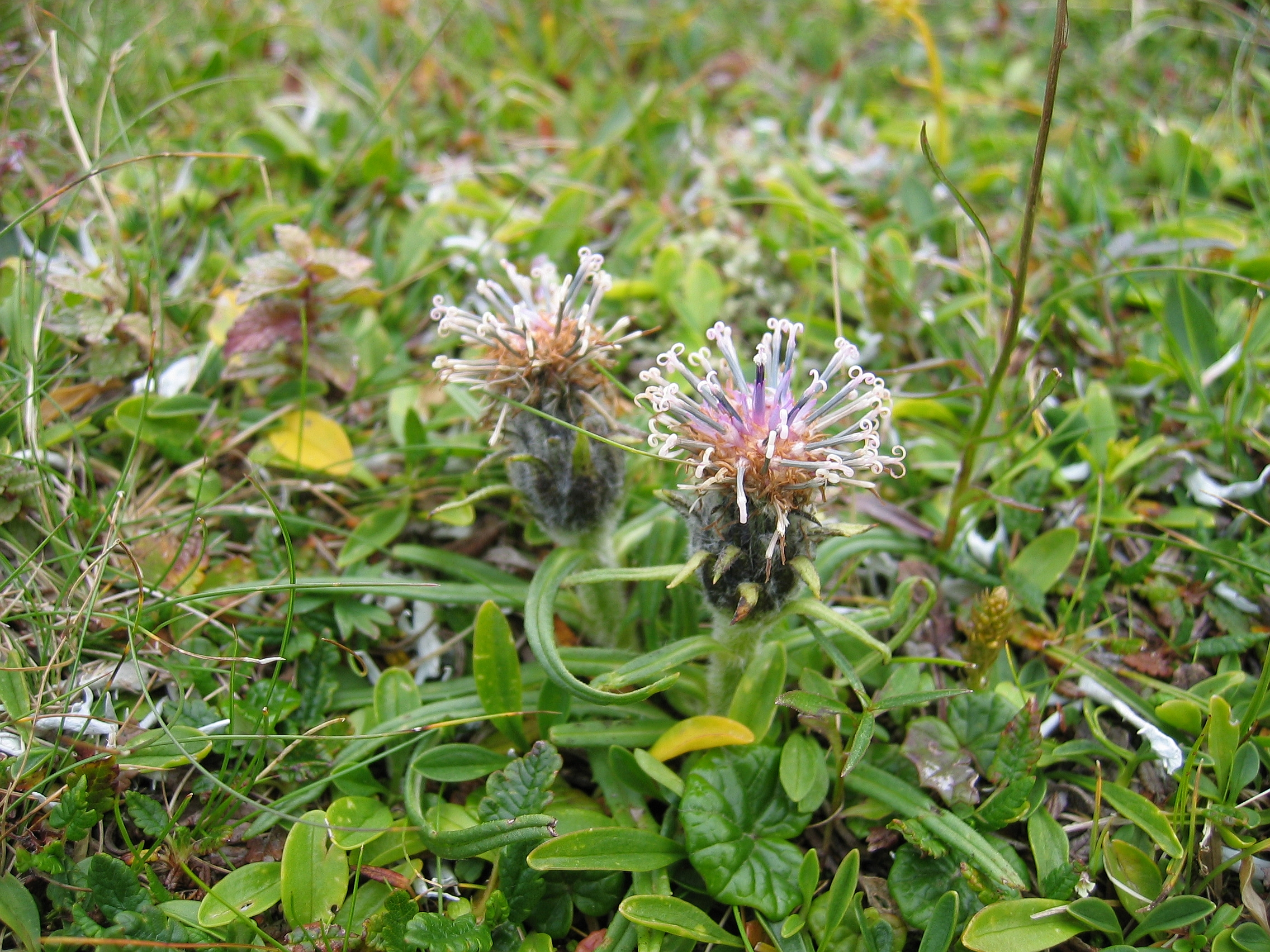
Saussurea pygmaea

- Saussurea paleacea Y.L.Chen & S.Yun Liang, 1981
- Saussurea paleata Maxim.
- Saussurea pantlingiana W.W.Sm., 1911
- Saussurea parviflora (Poir.) DC., 1810
- Saussurea paucijuga Ling, 1949
- Saussurea paxiana Diels ex H.Limpr., 1922
- Saussurea pectinata Bunge ex DC., 1837
- Saussurea peduncularis Franch., 1888
- Saussurea pennata Koidz., 1915
- Saussurea petiolata Kom. ex Lipsch., 1972
- Saussurea petrovii Lipsch., 1972
- Saussurea phaeantha Maxim., 1881
- Saussurea picridifolia  (Hand.-Mazz.) Y.S.Chen & Qian Yuan
- Saussurea pilinophylla  Diels
- Saussurea pinetorum Hand.-Mazz., 1936
- Saussurea pinnatidentata Lipsch., 1972
- Saussurea pinnatiphylla  Grierson & Spring.
- Saussurea piptathera Edgew., 1846
- Saussurea platyphyllaria  Ludlow
- Saussurea platypoda Hand.-Mazz., 1936
- Saussurea poljakowii Glehn
- Saussurea polycephala Hand.-Mazz., 1938
- Saussurea polycolea Hand.-Mazz., 1937
- Saussurea polygonifolia F.H.Chen, 1938
- Saussurea polypodioides J.Anthony, 1934
- Saussurea polystichoides Hook.f., 1881
- Saussurea poochlamys Hand.-Mazz., 1925
- Saussurea popovii Lipsch., 1954
- Saussurea populifolia Hemsl., 1892
- Saussurea porcellanea Lipsch., 1954
- Saussurea porcii Degen
- Saussurea porphyroleuca Hand.-Mazz., 1925
- Saussurea pratensis J.Anthony, 1934
- Saussurea pricei N.D.Simpson, 1913
- Saussurea prostrata  C.Winkl.
- Saussurea przewalskii Maxim., 1881
- Saussurea pseudoalpina N.D.Simpson, 1913
- Saussurea pseudoangustifolia Lipsch., 1954
- Saussurea pseudoblanda Lipsch. ex Filat, 1966
- Saussurea pseudobullockii Lipsch., 1964
- Saussurea pseudochondrilloides Rassulova & B.A.Sharipova, 1991
- Saussurea pseudoeriostemon  Y.S.Chen
- Saussurea pseudogracilis Kitam.
- Saussurea pseudograminea  Y.F.Wang, G.Z.Du & Y.S.Lian
- Saussurea pseudojiulongensis  Y.S.Chen
- Saussurea pseudoleucoma  Y.S.Chen
- Saussurea pseudolingulata  Y.S.Chen
- Saussurea pseudomalitiosa Lipsch., 1954
- Saussurea pseudoplatyphyllaria  Y.S.Chen
- Saussurea pseudorockii  Y.S.Chen
- Saussurea pseudosalsa Lipsch., 1954
- Saussurea pseudosimpsoniana  Y.S.Chen
- Saussurea pseudosquarrosa Popov & Lipsch., 1961
- Saussurea pseudotilesii Lipsch.
- Saussurea pseudotridactyla  Y.S.Chen
- Saussurea pseudoyunnanensis  Y.S.Chen
- Saussurea pteridophylla Hand.-Mazz., 1936
- Saussurea pubescens Y.L.Chen & S.Yun Liang, 1981
- Saussurea pubifolia S.W.Liu, 1984
- Saussurea pulchella (Fisch.) Fisch., 1938
- Saussurea pulchra Lipsch., 1959
- Saussurea pulvinata Maxim., 1881
- Saussurea pulviniformis  C.Winkl.
- Saussurea pumila C.Winkl., 1894
- Saussurea purpurascens Y.L.Chen & S.Yun Liang, 1981
- Saussurea pygmaea Spreng., 1826

## Q
- Saussurea qamdoensis Y.S.Chen
- Saussurea qinghaiensis S.W.Liu & T.N.Ho
- Saussurea quercifolia W.W.Sm., 1913

## R
- Saussurea ramchaudharyi  Ghimire & H.K.Rana
- Saussurea ramosa Lipsch., 1954
- Saussurea rara  Kitam.
- Saussurea recurvata (Maxim.) Lipsch., 1961
- Saussurea retroserrata Y.L.Chen & S.Yun Liang, 1981
- Saussurea revjakinae  S.V.Smirn.
- Saussurea riederi Herder, 1868
- Saussurea rigida Ledeb., 1829
- Saussurea robusta Ledeb., 1829
- Saussurea rockii J.Anthony, 1934
- Saussurea rolwalingensis  Fujikawa & H.Ohba
- Saussurea romuleifolia Franch., 1888
- Saussurea rotundifolia F.H.Chen, 1935
- Saussurea roylei (DC.) Sch.Bip., 1846
- Saussurea runcinata DC., 1810

## S
- Saussurea sagitta Franch.
- Saussurea saichanensis Lipsch., 1960
- Saussurea sajanensis Gudoschn., 1955
- Saussurea salemannii C.Winkl.
- Saussurea salicifolia (L.) DC., 1810
- Saussurea saligna Franch., 1849
- Saussurea salsa (Pall. ex Pall.) Spreng., 1826
- Saussurea salwinensis J.Anthony, 1934
- Saussurea satowii  Kitam.
- Saussurea sawae  Kadota
- Saussurea saxosa Lipsch., 1954
- Saussurea scabrida Franch., 1891
- Saussurea scaposa Franch. & Sav.
- Saussurea schachimardanica  Kamelin
- Saussurea schanginiana Fisch. ex Herder, 1868
- Saussurea schlagintweitii  Klatt
- Saussurea schultzii  Hook.f.
- Saussurea schweingruberi  Stepanov
- Saussurea semiamplexicaulis Lipsch., 1972
- Saussurea semifasciata Hand.-Mazz., 1924
- Saussurea semilyrata Bureau & Franch., 1891
- Saussurea seoulensis Nakai, 1911
- Saussurea septentrionalis  Raab-Straube
- Saussurea sericea Y.L.Chen & S.Yun Liang, 1981
- Saussurea serratuloides Turcz., 1847
- Saussurea sessiliflora  (Koidz.) Kadota
- Saussurea shangrilaensis  Y.S.Chen
- Saussurea shiretokoensis Sugaw.
- Saussurea shonaiensis  Kadota
- Saussurea shuiluoensis  Y.S.Chen
- Saussurea sichuanica  Raab-Straube
- Saussurea sikkimensis  Raab-Straube
- Saussurea simpsoniana (Fielding & Gardner) Lipsch., 1964
- Saussurea sinuata Kom., 1907
- Saussurea sinuatoides Nakai, 1915
- Saussurea smithiana  Hand.-Mazz.
- Saussurea sobarocephala Diels, 1905
- Saussurea sobarocephaloides  Y.S.Chen
- Saussurea sordida Kar. & Kir., 1842
- Saussurea souliei Franch., 1891
- Saussurea sovietica Kom., 1932
- Saussurea spathulifolia Franch.
- Saussurea spicata  Kitam.
- Saussurea splendida Kom.
- Saussurea squarrosa Turcz., 1847
- Saussurea stafleuana  Lipsch.
- Saussurea stella Maxim., 1881
- Saussurea stolbensis  Stepanov
- Saussurea stoliczkae C.B.Clarke, 1876
- Saussurea stracheyana  (Kuntze) Lipsch.
- Saussurea stricta Franch., 1894
- Saussurea stubendorffii Herd., 1868
- Saussurea subacaulis (Ledeb.) Serg., 1941
- Saussurea subtriangulata Kom., 1926
- Saussurea subulata C.B.Clarke 1876
- Saussurea subulisquama Hand.-Mazz., 1938
- Saussurea sudhanshui Hajra, 1983
- Saussurea sughoo C.B.Clarke, 1876
- Saussurea sugimurai Honda, 1930
- Saussurea sugongii  S.W.Liu & T.N.Ho
- Saussurea sunhangii  Raab-Straube
- Saussurea superba  J.Anthony
- Saussurea sutchuenensis Franch., 1894
- Saussurea sylvatica Maxim., 1971

## T

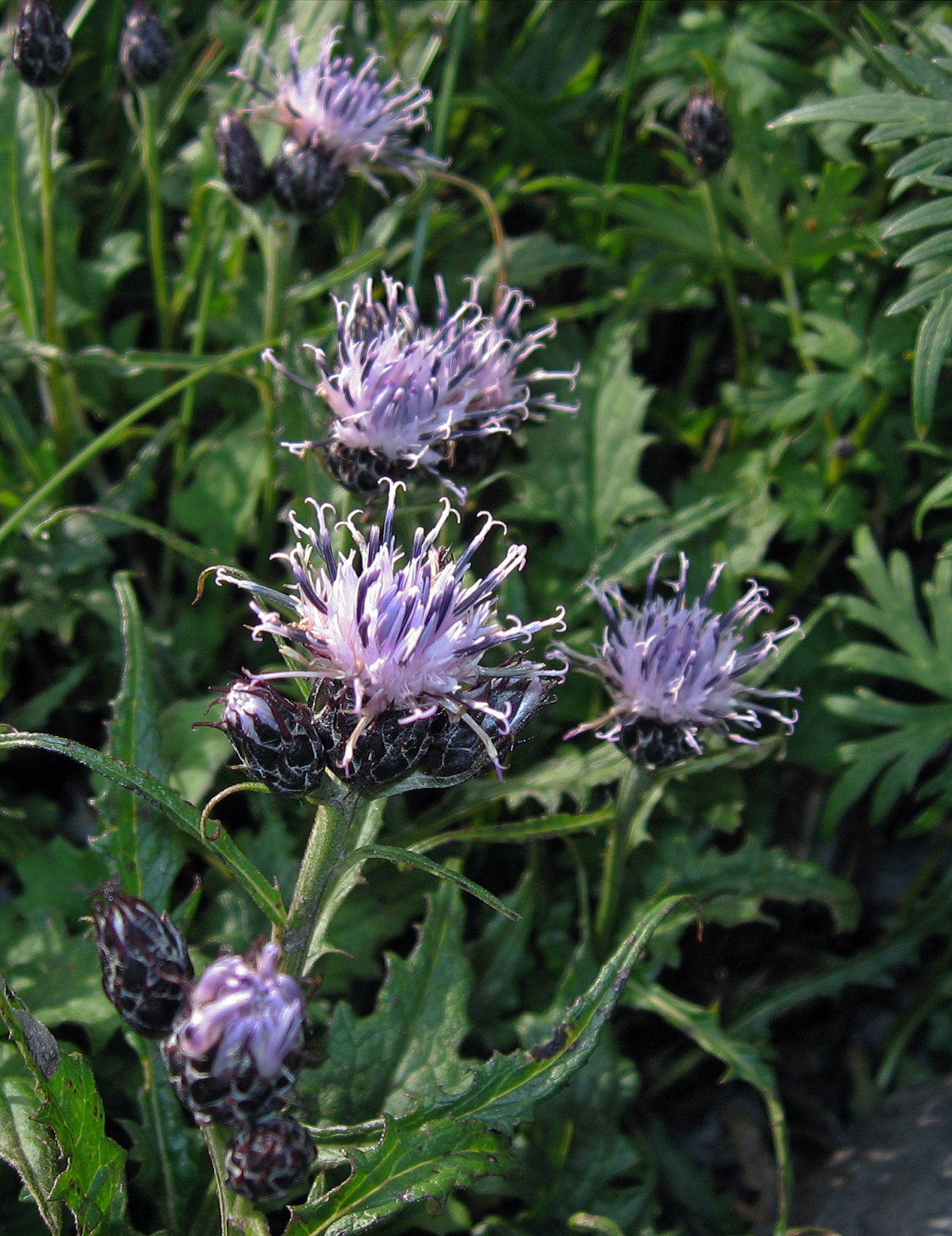
Saussurea triptera

- Saussurea tadshikorum Iljin & Gontsch., 1933
- Saussurea taipaiensis  Ling
- Saussurea tanakae Franch. & Sav. ex Maxim., 1874
- Saussurea tangutica Maxim., 1881
- Saussurea taraxacifolia (Lindl.) Wall. ex DC.
- Saussurea tatsienensis Bureau & Franch., 1891
- Saussurea tenerifolia Kitag.
- Saussurea thomsonii C.B.Clarke, 1876
- Saussurea thoroldi Hemsl.
- Saussurea tianshuiensis  X.Y.Wu
- Saussurea tibetica C.Winkl., 1894
- Saussurea tilesii (Ledeb.) Ledeb., 1829
- Saussurea tobitae  Kitam.
- Saussurea tomentosa Kom., 1921
- Saussurea tomentosella A.P.Khokhr., 1981
- Saussurea topkegolensis  H.Ohba & S.Akiyama
- Saussurea triangulata Trautv. & C.A.Mey.
- Saussurea tridactyla Sch.Bip. ex Hook.f., 1881
- Saussurea triptera Maxim., 1874
- Saussurea tsoongii  Y.S.Chen
- Saussurea tunglingensis  F.H.Chen
- Saussurea turgaiensis B.Fedtsch., 1910

## U
- Saussurea ugoensis  Kadota

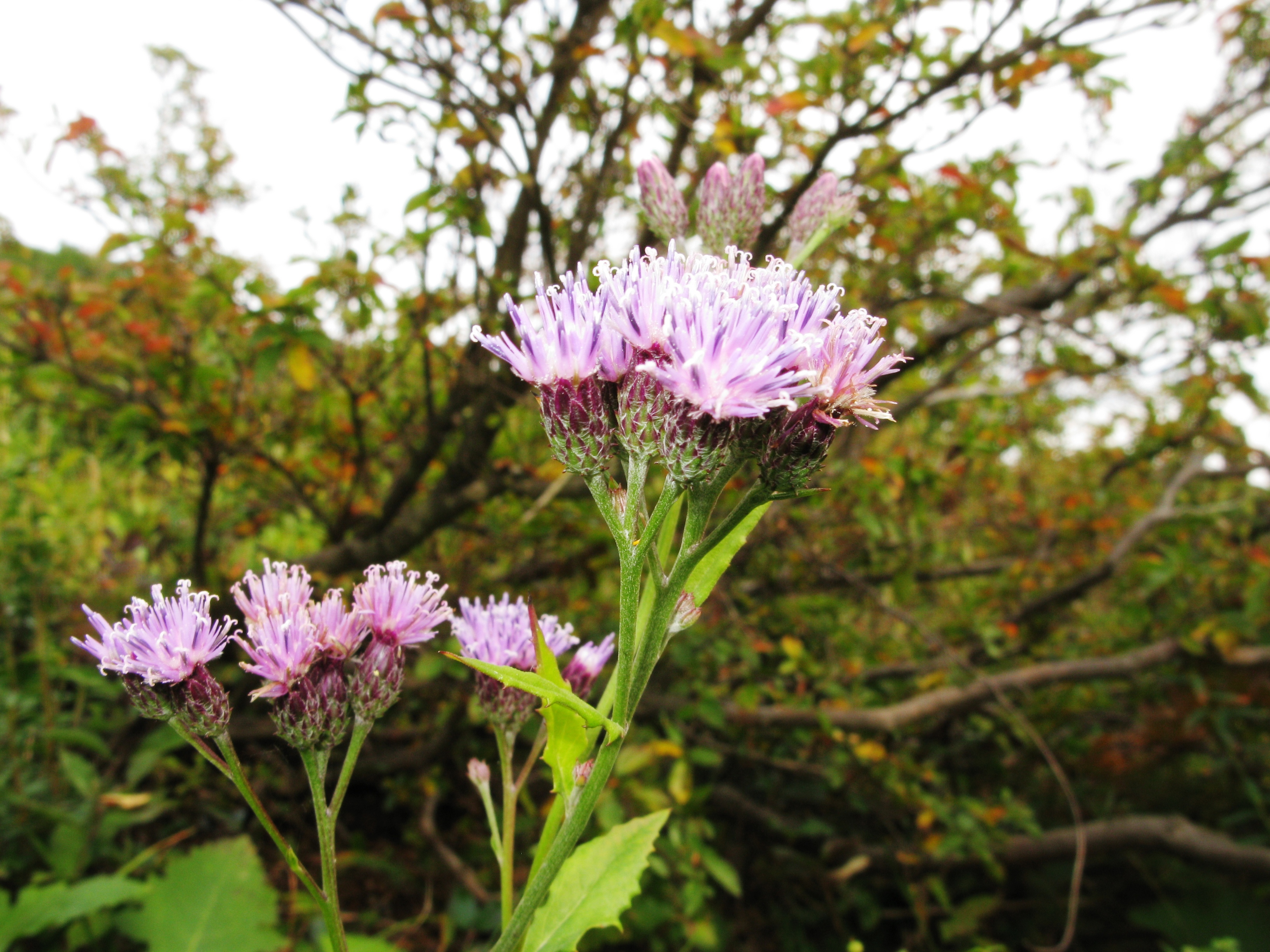
Saussurea ussuriensis

- Saussurea uliginosa Hand.-Mazz., 1925
- Saussurea umbrosa Kom.
- Saussurea undulata Hand.-Mazz., 1937
- Saussurea uniflora (DC.) Wall. ex Sch.Bip.
- Saussurea uryuensis  (Kadota) Kadota
- Saussurea ussuriensis Maxim.

## V
- Saussurea variiloba Ling, 1949
- Saussurea veitchiana J.R.Drumm. & Hutch., 1911
- Saussurea velutina W.W.Sm., 1920
- Saussurea vestita Franch., 1888
- Saussurea vestitiformis Hand.-Mazz., 1937
- Saussurea virgata Franch., 1888
- Saussurea vvedenskyi Lipsch., 1959
- Saussurea vyschinii Barkalov, 1992

## W
- Saussurea wakasugiana  Kadota
- Saussurea wardii J.Anthony, 1934
- Saussurea weberi Hultén, 1959
- Saussurea wellbyi Hemsl., 1899
- Saussurea wenchengiae  B.Q.Xu, G.Hao & N.H.Xia
- Saussurea wernerioides Sch.Bip. ex Hook.f., 1881
- Saussurea wettsteiniana Hand.-Mazz., 1920
- Saussurea woodiana Hemsl., 1892

## X
- Saussurea xianrendongensis  Y.S.Chen
- Saussurea xiaojinensis  Y.S.Chen

## Y
- Saussurea yabulaiensis  Y.Y.Yao
- Saussurea yamagataensis  Kadota
- Saussurea yanagisawae  Takeda
- Saussurea yanagitae  Kadota
- Saussurea yangii  Y.S.Chen
- Saussurea yanyuanensis  Y.S.Chen
- Saussurea yubarimontana  Kadota
- Saussurea yui  Y.S.Chen
- Saussurea yukiuenoana  Kadota
- Saussurea yunnanensis  Franch.

## Z
- Saussurea zayuensis  Y.S.Chen
- Saussurea zhuxiensis  Y.S.Chen & Q.L.Gan
- Saussurea zogangensis  Y.S.Chen